# Simulium rezvoi
Simulium rezvoi är en tvåvingeart som beskrevs av Rubtsov 1956. Simulium rezvoi ingår i släktet Simulium och familjen knott. Inga underarter finns listade i Catalogue of Life.